# Serang (Bawang)
Serang is een bestuurslaag in het regentschap Banjarnegara van de provincie Midden-Java, Indonesië. Serang telt 936 inwoners (volkstelling 2010).